# Indiai konyhaművészet
Az indiai konyhaművészet számos regionális konyhából áll, amelyek az indiai szubkontinensen vannak jelen a Himalájától India déli csücskéig. Tekintettel az éghajlat, a kultúra, az etnikai csoportok sokféleségére, ezek a konyhák jelentősen eltérhetnek egymástól. 
Az indiai konyhaművészet a világ egyik legváltozatosabb és legízletesebb kulináris hagyományrendszere, amely gazdag ízekkel és különleges elkészítési technikákkal büszkélkedhet. Az indiai ételek széles spektrumot ölelnek fel, különböző régiók, vallások, etnikai csoportok és kultúrák hatásait ötvözve. Az indiai konyha híres fűszeres ízvilágáról, friss alapanyagairól és egyedi főzési módszereiről.
Az egész szubkontinens konyhájára jellemző a curry és a sokféle fűszer használata. A vegetarianizmus nagyon elterjedt az indiai, túlnyomórészt hindu társadalomban.

## Fűszerek és alapanyagok
A fűszerek kulcsfontosságú szerepet játszanak az indiai konyhában. A curry por, kurkuma, garam masala, kömény, koriander, kardamom, szegfűszeg és fahéj mind olyan alapvető összetevők, amelyek egyedivé teszik az ételeket. Az indiai fűszerkeverékek (pl. garam masala, tandoori masala) készítése az egyik legfontosabb eleme a konyhaművészetnek. Az ételek készítése során sokféle étkezési olajat is használnak, mint a ghí (tisztított vaj) vagy a mustárolaj.
A zöldségek, hüvelyesek (pl. lencse, csicseriborsó) és rizs alapú ételek szintén gyakoriak, de az indiai konyha húsételei is híresek, különösen a csirke, bárány és hal formájában. A vegetáriánus étkezés nagyon elterjedt az indiai kultúrában, és sokan követik a jógával és hinduizmus vallási előírásaival összhangban a húsmentes étrendet.

## Régiók és specialitások
India különböző területein eltérő kulináris hagyományok alakultak ki, ami az ország kulturális sokszínűségének köszönhető. A következő fő régiók és étkezési stílusok jellemzik az indiai konyhát:
1. Észak-indiai konyha: Az északi konyha, különösen a Punjab, Delhi és Uttar Pradesh környékéről, híres a gazdag curryk és tandoori ételek iránti vonzalomról. A tandoori ételek, mint a tandoori csirke és naan (kemencében sült kenyér), alapvető részei ennek a konyhának. A párahti, biryani és a naan mellett a ghí és joghurt is gyakran szerepel az étkezésekben.
2. Dél-indiai konyha: A dél-indiai konyha jellemzője az élesebb fűszerek és az idli, dosa (fermentált rizslisztből készült palacsinta) és sambar (lencse alapú curry) népszerűsége. A déli államok, mint Tamil Nadu, Kerala, Karnataka és Andhra Pradesh étkezései szintén jellemzőek a kókusz felhasználására.
3. Nyugat-indiai konyha: Nyugat-Indiában, különösen Gujarat és Maharashtra területén, a konyha ízei édesebbek és savanyúbbak, és gyakran használnak cukrot a húsételekben. A Goa-i konyha az indiai tengeri ételek egyik legismertebb helyszíne, ahol a halételek és a kókusz alapú curryk dominálnak.
4. Kelet-indiai konyha: A bengáli konyha híres a tengeri ételeiről és a finom fűszerekről, mint például a mustár olaj és a nigella. A bengáli curryk, mint a macher jhol (hal curry) és a rosogolla (édes desszert), jól ismertek.

## Főzési technikák
Az indiai konyhaművészetben számos különböző főzési technika található, amelyek mindegyike különböző ízeket és textúrákat hoz létre. A legfontosabbak közé tartoznak:
- Tandoori főzés: A tandoori sütés egy hagyományos indiai módszer, amely során az ételt egy agyagkemencében, azaz tandoorban sütik. A tandoori ételek, mint a tandoori csirke és naan, jellegzetes ízeket és füstös aromát kapnak.
- Sütés és pirítás: Az ételek gyakran sütve, pirítva készülnek, különösen a húsok és zöldségek. A fűszerek, mint a mustármag és kömény, gyakran száraz serpenyőben pirítva kerülnek az ételbe, hogy kihozzák az ízüket.
- Keverés és párolás: A curry-k, dals (hüvelyesek) és zöldségételek gyakran lassú főzéssel, hosszú időn keresztül készülnek, hogy az összes fűszer és alapanyag íze összeérjen.

## Édességek és italok
Az indiai desszertek széles választéka ismert. A legismertebb édességek közé tartozik a gulab jamun (cukros szirupban áztatott sütemény), a rasgulla (túróból készült golyók), és a kheer (rizspuding). A lassi, egy joghurt alapú ital, szintén népszerű, különösen a mangós lassi, ami frissítő ital a forró nyári hónapokban.

## A konyhaművészet kulturális jelentősége
Az indiai ételek nemcsak táplálóak, hanem vallási és társadalmi jelentőséggel is bírnak. Az étkezés során fontos szerepet kap a közösségi élmény és a vendégszeretet, amely az indiai kultúra egyik alapvető pillére. Az étkezés gyakran a családi és baráti kapcsolatok ápolására, valamint a vallási szertartások részeként is szerepel.
Az indiai konyha tehát nemcsak ízletes, hanem gazdag történelmi és vallási hagyományokkal is rendelkezik, melyek évszázadokon át alakították és gazdagították a világ kulináris örökségét.